# سیارک ۷۸۳۵

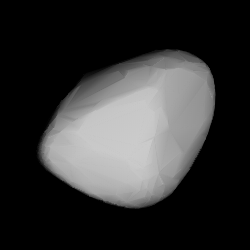
مدل سه‌بُعدی سیارک ۷۸۳۵ طبق منحنی نور آن

سیارک ۷۸۳۵ (به انگلیسی: 7835 Myroncope، نامگذاری:1993MC) هفت هزار و هشتصد و سی و پنجمین سیارک کشف شده‌است که در ۱۶ ژوئن ۱۹۹۳ کشف شد.